# Chrystus przed Kajfaszem (obraz Gerrita van Honthorsta)
Chrystus przed Kajfaszem (niderl. Christus voor de hoge priester) – obraz Gerrita van Honthorsta, datowany na rok ok. 1617.

## Opis
Motyw obrazu został zaczerpnięty z Ewangelii kanonicznych. Po pojmaniu Chrystusa zaprowadzono go do najwyższego kapłana, do Kajfasza, gdzie czekali na niego uczeni w Piśmie i arcykapłani. Wysoka Rada szukała świadectwa przeciw Jezusowi, wielu oskarżało go nieprawdziwie, lecz Chrystus nie odpowiadał. Odpowiedział tylko raz: 

(...) Najwyższy kapłan zapytał Go ponownie: „Czy Ty jesteś Mesjasz, Syn Błogosławionego?” Jezus odpowiedział: „Ja jestem. Ujrzycie Syna Człowieczego, siedzącego po prawicy Wszechmocnego i nadchodzącego z obłokami niebieskimi.” Mk 14:61-62

Honthorst uchwycił moment, gdy Kajfasz zadaje ostatnie pytanie oskarżonemu. Twarz Jezusa wyraża spokój i opanowanie jakie według świadectwa zachowywał przez cały proces przesłuchania. Scena rozgrywa się w nocy. Na stole, na środku, stoi świeca – jedyne źródło światła. Rozjaśnia ono twarze dwóch głównych bohaterów wydarzenia: Jezusa i Kajfasza. Arcykapłan siedzi za stołem i oskarżycielsko wznosi palec do góry. Przed nim leży otwarta księga. Kajfasz stał na straży wykładni prawa mojżeszowego, które to miał złamać Jezus. W tle za Chrystusem i Kajfaszem widać postacie innych arcykapłanów. Oczekują oni wyroku, a ich twarze spowite są w mroku, który wzmaga napięcie.
Honthorst był caravaggionistą i należał do przedstawicieli caravaggionizmu utrechckiego. Przez wiele lat przebywał we Włoszech, gdzie rozwijał swój warsztat zbliżony do dzieł Caravaggia. Nazwano go wówczas Gherardo delle Notti. Stosował głównie efekty światła sztucznego oświetlającego postacie w ciemnym pomieszczeniu. Obraz Chrystus przed Kajfaszem należy do arcydzieł tego okresu